# Estevan
Estevan (assiniboine: į́yoȟnoga) és la vuitena ciutat més gran de Saskatchewan, Canadà. Està situada aproximadament 16 km al nord de la frontera entre Canadà i Estats Units. El riu Souris travessa la ciutat. La ciutat està envoltada pel Municipi Rural d'Estevan Núm. 5.

## Història
El primer colonitzador que s'establí a l'actual Estevan arribà em 1892, juntament amb l'expansió del Canadian Pacific Railway. Fou incorporada com a vila en 1899, esdevingué poble en 1906. L'1 de març de 1957 Estevan assolí l'estatut de ciutat, que, en termes de Saskatchewan, és una comunitat de 5.000 habitants o més.
L'origen del nom és atribuït a l'adreça telegràfica registrada de George Stephen, Estevan. George Stephen fou el primer president de la Canadian Pacific Railway de 1881 a 1888.
El 22 de desembre de 1915 fou autoritzat el 152è Batalló Weyburn-Estevan, CEF i reclutà homes de l'àrea abans de partir cap a la Gran Bretanya el 3 d'octubre de 1916.
Estevan fou el focus de la important revolta d'Estevan en 1931. Encara que la majoria dels vaguistes eren de la propera Bienfait, la vaga s'associa amb Estevan perquè va ser en aquesta ciutat on els manifestants s'enfrontaren als membres de la Reial Policia Muntada del Canadà. Després dels disturbis posteriors, que va durar 45 minuts, tres vaguistes jeien morts. Es va comprovar posteriorment que els tres miners havien estat assassinats per la Policia Muntada. Els miners havien estat organitzats per la Workers' Unity League.

### Llibre d'Història de 1981
Per ajudar a celebrar el centenari de l'establiment en l'àrea d'Estevan, l'Estevan History Book Committee va publicar un llibre de dos volums sobre la història de la ciutat titulat A Tale that is Told en 1981. Els dos volums presenten una història detallada de la ciutat i els seus voltants, incloent-hi la informació sobre els primers pioners, colons, ferrocarrils, esglésies, escoles i empreses.

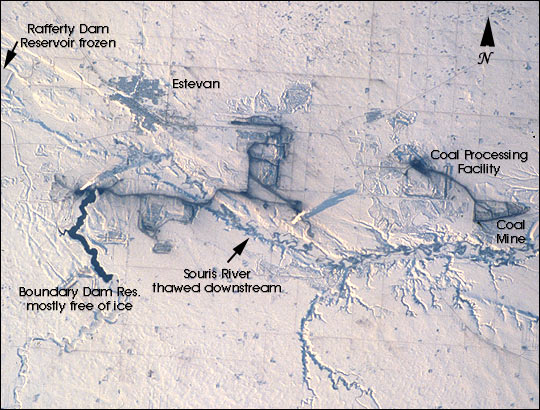
Estevan, i els jaciments de carbó d'Estevan Coalfield, al llarg del riu Souris, vists des del transbordador espacial, febrer de 2001

## Economia
Les principals indústries a Estevan són la mineria de carbó, l'energia elèctrica, petroli i gas.

## Mitjans locals

### Diaris
The Estevan Mercury, el diari d'Estevan des de 1903, es distribueix setmanalment a totes les llars de la ciutat de franc. El diari també ofereix notícies diàries a través de còpia editorial en línia i vídeos locals També hi ha un diari TMC lliure que circula pel sud-est de Saskatchewan i és distribuït a unes 9,000 llars; el Southeast Trader Express.
El diari Pipeline News, Saskatchewan Petroleum Monthly també té la seva base a Estevan. El sud-est de Saskatchewan té una quantitat significativa de producció de petroli, i l'oficina principal de Pipeline News' es troba a nivell local per informar sobre aquests assumptes.
Estevan Lifestyles és una publicació setmanal gratuïta que comparteix les històries de les persones a l'àrea Estevan i la cantonada sud-est de Saskatchewan. La publicació també publica NewsBreak, un diari de cafeteria que s'orienta cap a una lectura més lleugera.

### Ràdio
CJSL AM 1280, CHSN-FM 102.3, i CKSE-FM 106.1 són les tres emissores de ràdio local. Les tres són propietat de la Golden West Broadcasting.